# Mladen Ančić
Mladen Ančić (* 3. Juli 1955 in Sarajevo) ist ein bosnisch-herzegowinischer Historiker kroatischer Volkszugehörigkeit, der sich hauptsächlich mit der mittelalterlichen Geschichte Bosnien-Herzegowinas und Kroatiens beschäftigt.
Nach dem Schulbesuch und einem 1980 abgeschlossenen Geschichtsstudium an der Universität Sarajevo setzte er sein Studium an der Universität Belgrad fort, wo er 1985 den Magistergrad erwarb; 1996 Jahre promovierte er an der Universität Zagreb. Von 1987 bis 1993 arbeitete er am Institut für Geschichte in Sarajevo, seither am Institut für historische Wissenschaften in Zadar. Mladen Ančić hat mehrere Monografien geschrieben sowie eine größere Anzahl kleinerer Arbeiten verfasst.
| Personendaten    | Personendaten                                                       |
| ---------------- | ------------------------------------------------------------------- |
| NAME             | Ančić, Mladen                                                       |
| KURZBESCHREIBUNG | bosnisch-herzegowinischer Historiker kroatischer Volkszugehörigkeit |
| GEBURTSDATUM     | 3. Juli 1955                                                        |
| GEBURTSORT       | Sarajevo                                                            |